# Gustav von Wangenheim

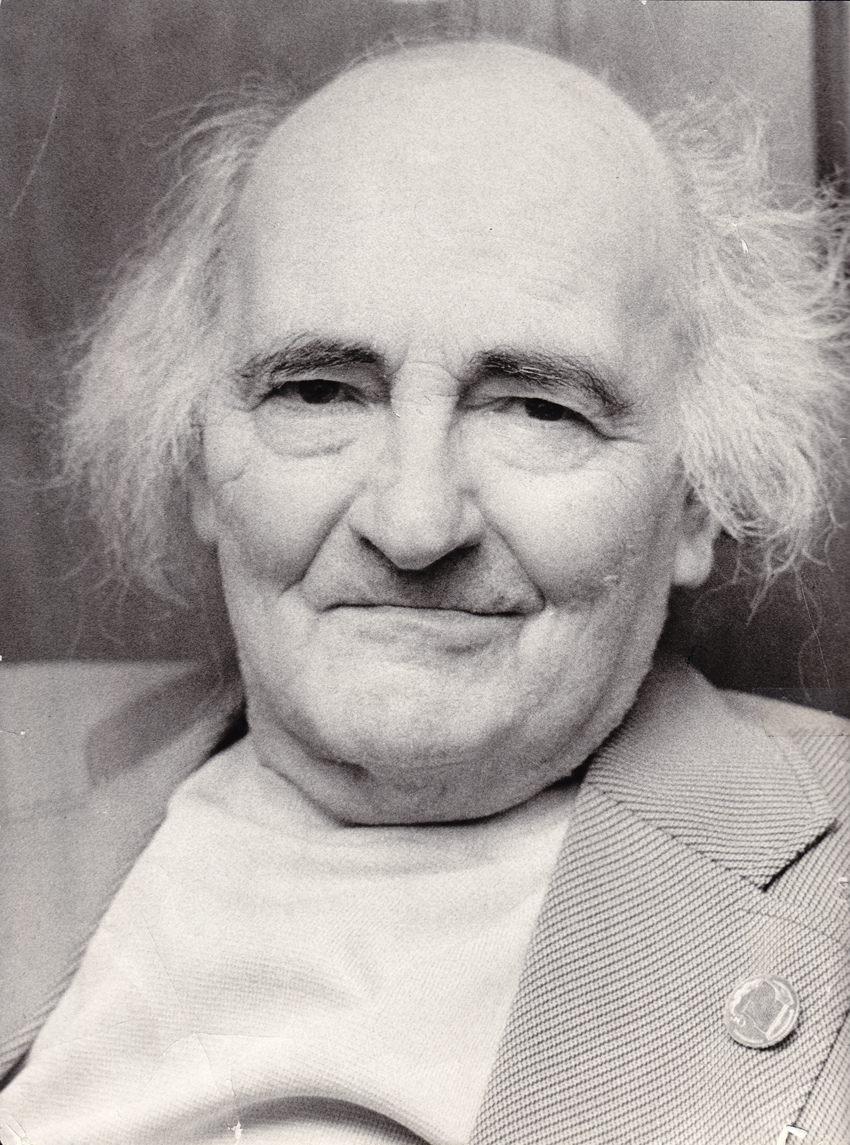
Altersporträt

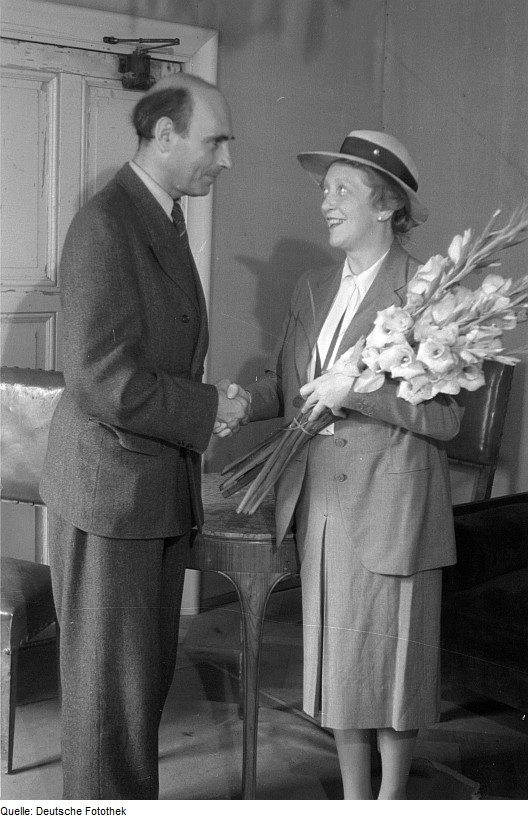
Gustav von Wangenheim mit Käthe Dorsch (1946)

Ingo Clemens Gustav Adolf Freiherr von Wangenheim-Winterstein (* 18. Februar 1895 in Wiesbaden; † 5. August 1975 in Ost-Berlin) war ein deutscher Schauspieler, Regisseur und Dramaturg aus der Familie von Wangenheim-Winterstein sowie Gründungsmitglied des Nationalkomitees Freies Deutschland (NKFD).

## Biografie

### Lehrjahre bei Max Reinhardt und frühe Erfolge in Theater und Film
Er war der Sohn des Schauspielers Eduard Freiherr von Wangenheim-Winterstein (Künstlername Eduard von Winterstein) und der jüdischen Schauspielerin Minna Mengers. Nachdem seine Mutter sich das Leben genommen hatte, als Gustav von Wangenheim nur vier Jahre alt war, heiratete sein Vater die ebenfalls jüdische Schauspielerin Hedwig Pauly. Ab 1912 besuchte er die Schauspielschule Max Reinhardts. Es folgten Bühnenengagements in Wien, Darmstadt und Berlin. Bereits 1916 gab er sein Spielfilmdebüt. Seine bekannteste Rolle ist die des Hutter in Friedrich Wilhelm Murnaus Stummfilm-Klassiker Nosferatu, eine Symphonie des Grauens aus dem Jahr 1922. 1917 schrieb er ein Stück über die Oktoberrevolution, Der Mann Fjodor, für das er im Juli 1918 einen Preis des „Jungen Deutschland“ bekam. Sein Verleger wurde Paul Cassirer. Hier bekam er Kontakt mit Kulturpolitikern aus der USPD, Leo Kestenberg und Schwarzkopfarbeitern und geriet in den Novembertagen 1918 in den Reichstag und in den „Rat geistiger Arbeiter“. Am 11. November 1918 trat er in die USPD ein.
Neben seiner vielfältigen Berufsarbeit in Theater und Film gründete er 1925 ein Arbeiter-Wander-Theater, die „Barbusse-Truppe“, gestützt auf den internationalen Bund der Kriegsopfer. Seine Dramatisierung des Romans Das Feuer von Henri Barbusse und die Szenen Herthys Lager von Andor Gábor führte er in Berlin und vielen anderen Städten Deutschlands auf. Diese und viele andere Stücke, Sketche, Kurzszenen und Chorwerke für das Arbeitertheater führte er unter seinem Pseudonym Hans Huss auf. Seine Massenpantomime gegen den Krieg wurde 1924 bei der Generalprobe im Stadion Berlin-Lichtenberg von Carl Severing verboten. In der ganzen Zeit wurde er dauernd zwischen seinem Berufsleben und seiner politisch-künstlerischen Tätigkeit in der Arbeiterbewegung hin- und hergerissen. Er filmte gleichzeitig bei der Ufa als festengagierter „Star“. Er spielte in Filmrollen von Friedrich Wilhelm Murnau, Fritz Lang, Ernst Lubitsch und vielen anderen. Im Jahr 1929 wurde Gustav von Wangenheim zum Vorstandsmitglied der neu gegründeten Vereinigung Berliner Bühnenkünstler gewählt.

### Gründung derTruppe 1931
Zwischen 1928 und 1933 war er Gründer und Leiter der Truppe 1931, die aus der kommunistischen Zelle in der Künstlerkolonie Berlin entstand, mit Steffie Spira, Hans Meyer-Hanno und dessen Frau Irene als Pianistin, mit Arthur Koestler und Theodor Balk als hilfreichen Genossen, die die Texte bearbeiteten. Sie spielten seine Stücke Mausefalle (Angestelltenproblem, Monopolkapitalismus, Frage der Persönlichkeit), Hier liegt der Hund begraben (National-Frage Deutschlands, Landsknechte des Monokapitals in China) und Wer ist der Dümmste? (Kampf gegen den Formalismus in der Kunst). Die Truppe 1931 tourte mit großem Erfolg durch Deutschland und die Schweiz. Unter dem Namen Hans Huss fungierte er als Preisrichter für das beste Theaterstück im Verein des Bundes proletarisch-revolutionärer Schriftsteller Deutschlands und zeichnete Erich Gross für sein Theaterstück Der Prolet kämpft aus. Am 4. Februar 1933 war ihre letzte Premiere in Berlin. Nach der Großrazzia in der Künstlerkolonie Berlin am 15. März 1933 löste sich die Gruppe auf.

### Emigration in die Sowjetunion
1933 emigrierte der überzeugte Gegner des Nationalsozialismus von Wangenheim, der bereits 1922 KPD-Mitglied geworden war, über Paris in die Sowjetunion. Im Exil schrieb und drehte er unter anderem den Film Kämpfer, in dem es um den Reichstagsbrandprozess und Georgi Dimitroff ging. Der Film wurde kurz nach der Fertigstellung von Stalin verboten, zahllose Mitwirkende verhaftet und erschossen. Gleichzeitig leitete er gemeinsam mit Arthur Pieck die Theatergruppe „Kolonne Links“, schrieb Essays und Stücke u. a. über Maxim Gorki und arbeitete für den Moskauer Rundfunk, verschiedene Verlage und war Mitglied der von Johannes R. Becher geleiteten Gruppe des deutschen Schriftstellerverbandes, des Sowjetschriftstellerverbandes und Gewerkschaftsmitglied. Sein Stück Die Friedensstörer wurde in Moskau, im Theater „Len-Sowjet“, im „Gorki-Theater“ in Rostow am Don und in vielen Theatern der Sowjetunion aufgeführt.
Nachdem Gustav von Wangenheim von den Nationalsozialisten in Abwesenheit zum Tode verurteilt worden war, nahm er 1940 schließlich die sowjetische Staatsbürgerschaft an. Bei Kriegsausbruch begann er für die 7. Politische Abteilung der Roten Armee zu arbeiten. Er entwarf Flugblätter und besprach Platten für die Front, die über Lautsprecher ausgestrahlt wurden. 1941 wurde er für zwei Jahre nach Taschkent evakuiert. Im Juni 1943 konnte er nach Moskau zurückkehren und seine Arbeit fortsetzen. Bei der Gründung des NKFD gehörte Wangenheim zu den Gründungsmitgliedern aus der Gruppe der Emigranten. Wenig später wurde er Leiter eines Ressorts beim Sender „Freies Deutschland“ des NKFD in Moskau, bevor er schließlich 1945 als einer der ersten Emigranten nach Deutschland zurückkehren konnte.
1936, während seiner Moskauer Jahre, hatte er im Rahmen der stalinschen Säuberungen angeblich Carola Neher und ihren Mann Anatol Becker als Trotzkisten denunziert. Beide wurden am 25. Juli des Jahres verhaftet. Anatol Becker wurde 1937 als „Trotzkist“ hingerichtet, Carola Neher zu zehn Jahren Arbeitslager verurteilt. Nach fünf Jahren Haft starb sie im Lager Sol-Ilezk bei Orenburg an Typhus. Von Wangenheims Sohn wies die auf von Reinhard Müller publizierten Dokumenten basierende Position, sein Vater habe Carola Neher und ihren Mann als Trotzkisten denunziert, später als einseitig und unzutreffend zurück.
Der Soziologe Reinhard Müller bewies aber 2001 mit einem Verhörprotokoll vom 1. Juni 1936, dass sein Vater Neher und ihren Mann wegen des Umganges mit Trotzkisten doch denunziert hatte.

### Intendant des Deutschen Theaters und spätes Wirken in der DDR
Nach seiner Rückkehr war von Wangenheim ab September 1945 für wenige Monate Intendant des von ihm wiedereröffneten Deutschen Theaters Berlin. Seine ersten Inszenierungen wie Nathan der Weise, Hamlet und Gerichtstag wurden in der Berliner Öffentlichkeit gefeiert. Von Wangenheim habe die große Tradition Max Reinhardts wieder aufgenommen. Parallel kämpften die Mitglieder des Ensembles und der Intendant um die Freilassung von Gustaf Gründgens aus dem Internierungslager in Jamlitz. Gründgens wurde vorgeworfen, mit den Nationalsozialisten kooperiert zu haben. Vor allem von Wangenheim, aber auch Ernst Busch und viele andere Künstler setzten sich für die politische Rehabilitierung Gründgens’ ein. Am 9. März 1946 kehrte Gründgens nach Berlin zurück und fuhr direkt zu von Wangenheim. Er wurde wieder Schauspieler am Deutschen Theater. Beide kannten sich aus der Hamburger Zeit der 1920er Jahre.

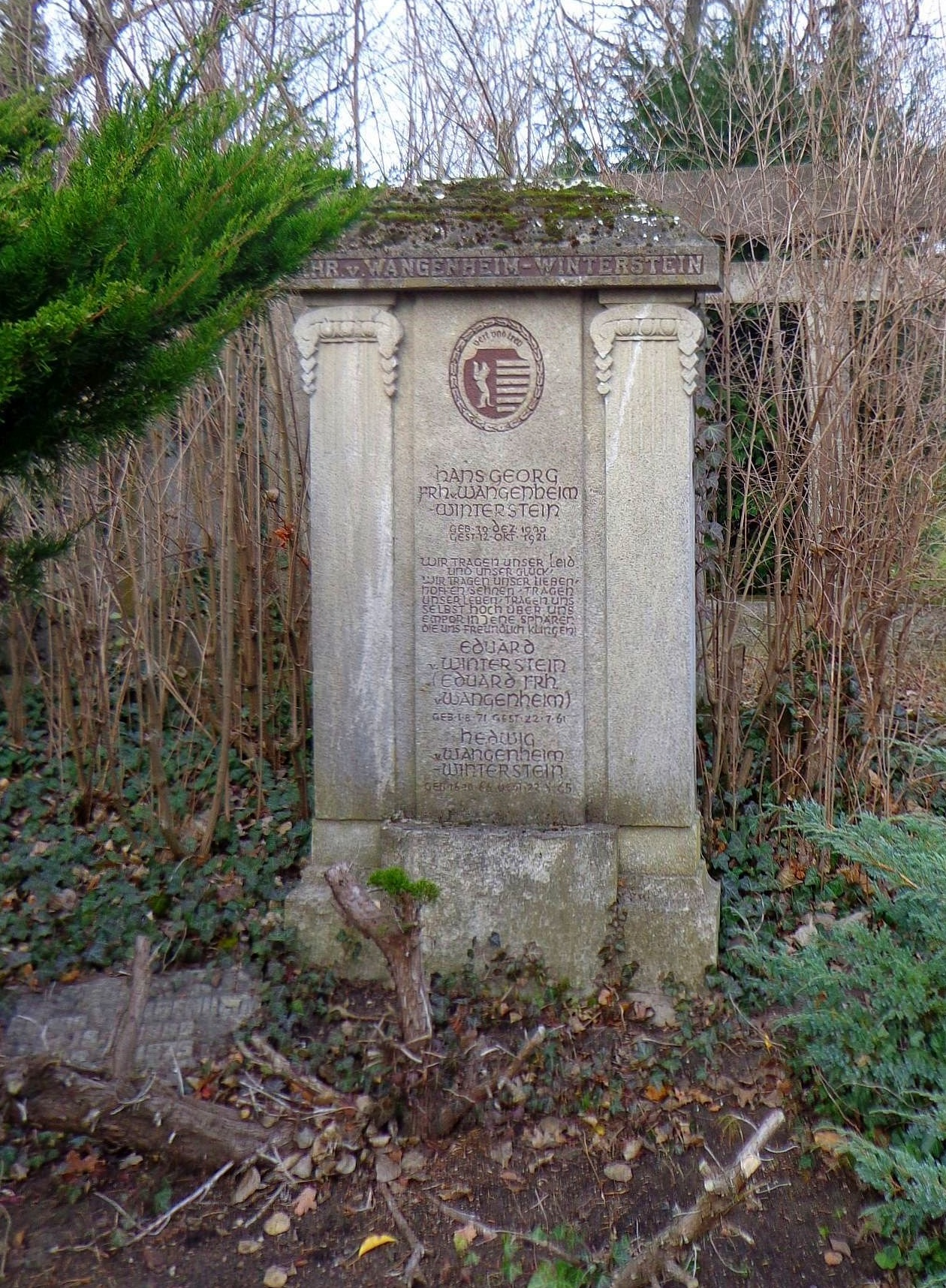
Familiengrabstätte von Wangenheim-Winterstein auf dem Zentralfriedhof Friedrichsfelde

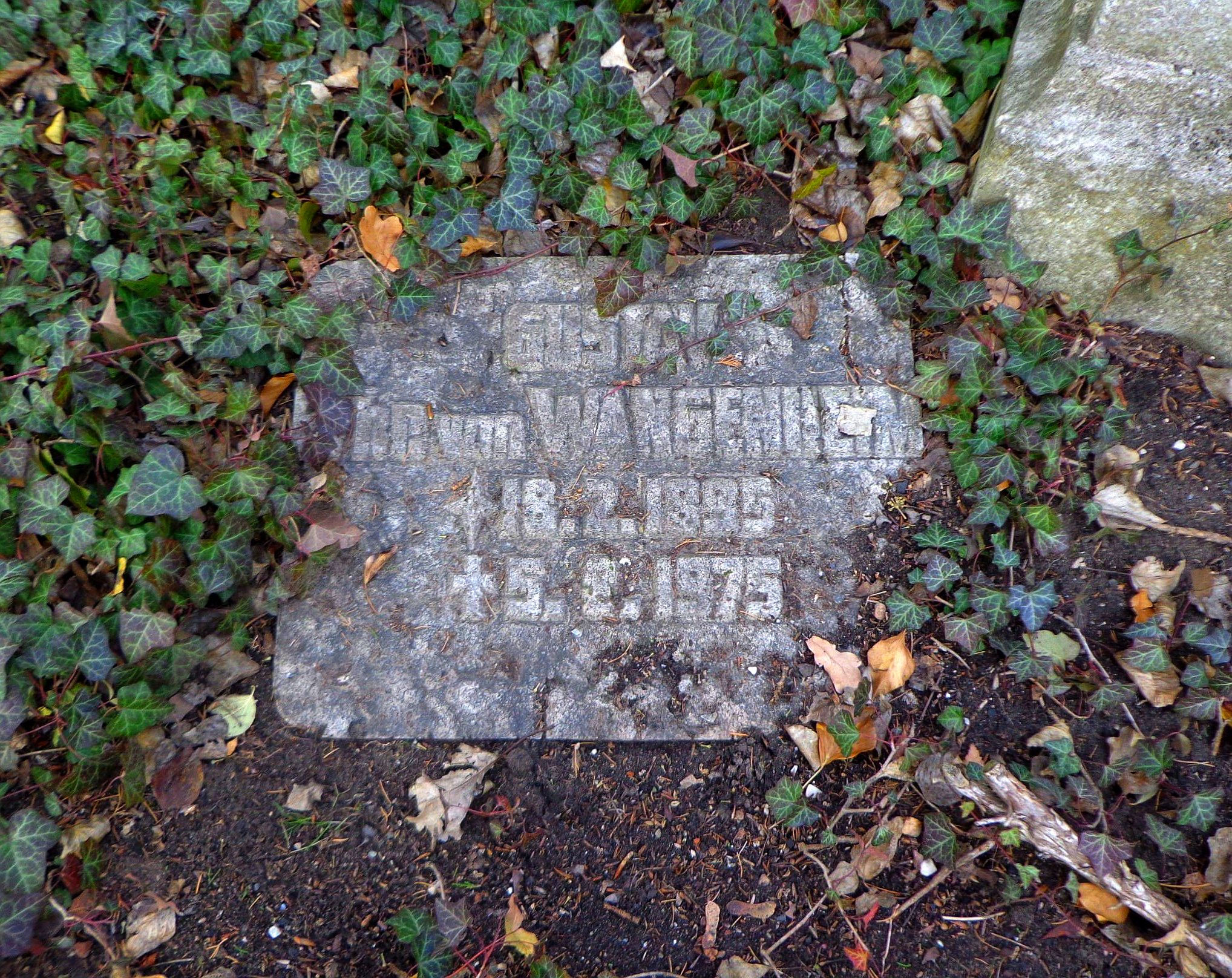
Grabplatte für Gustav von Wangenheim in der Familiengrabstätte von Wangenheim-Winterstein

Am 29. Mai 1946 wurde zum ersten Mal ein sowjetisches Stück am Deutschen Theater gespielt, Stürmischer Lebensabend von Leonid Rachmanow. Es wurde zu einer Niederlage für die Sowjetische Militäradministration. Gustav von Wangenheim bat danach um die Entbindung von seinen Pflichten als Intendant. Es war eine „unfromme Lüge“. Er selbst verstand zeit seines Lebens nie, warum er abgesetzt und von seinem Lebensberuf als Schauspieler und Regisseur von einer deutschen Bühne ausgeschlossen wurde. Während von Wangenheims Auftritte in Filmen in den Nachkriegsjahren rar wurden, arbeitete er weiterhin als Regisseur und Drehbuchautor für die DEFA. Unter seiner Regie entstand der Film Und wieder 48, der sich mit der Märzrevolution von 1848 auseinandersetzt. Für sein künstlerisches Schaffen, besonders für sein Stück Du bist der Richtige, das er für die Eröffnung des neu gegründeten Theaters der Freundschaft schrieb, wurde er mit dem Nationalpreis der DDR ausgezeichnet.
Gustav von Wangenheim war mit der Schauspielkollegin und Schriftstellerin Inge von Wangenheim verheiratet und ist Vater des Schauspielers und Bühnenautors Friedel von Wangenheim und der Zwillinge Elisabeth (genannt „Li“) und Eleonora von Wangenheim (genannt „Lo“).
Gustav von Wangenheim wurde in der Familiengrabstätte von Wangenheim-Winterstein auf dem Zentralfriedhof Friedrichsfelde in Berlin beerdigt.

## Filmografie
Als Schauspieler, wenn nicht anders angegeben:
- 1916: Passionels Tagebuch
- 1916: Das Leid der Liebe
- 1916: Der Letzte eines alten Geschlechtes
- 1916: Homunculus. 3. Teil: Die Liebestragödie des Homunculus
- 1917: Die Erzkokette
- 1918: Ferdinand Lassalle – Des Volkstribunen Glück und Ende
- 1919: Die Welteroberer
- 1919: Kitsch. Tragödie einer Intrigantin
- 1920: Romeo und Julia im Schnee; Darsteller
- 1920: Das Haus zum Mond
- 1920: Der Tempel der Liebe
- 1920: Der Schrecken im Hause Ardon
- 1920: Kohlhiesels Töchter
- 1921: Nosferatu, eine Symphonie des Grauens
- 1922: Das Feuerschiff
- 1922: Der Liebe Pilgerfahrt
- 1923: Der steinerne Reiter
- 1923: Schatten
- 1929: Frau im Mond
- 1931: Danton
- 1935: Kämpfer – Regie, Drehbuch
- 1948: Und wieder 48 – Regie, Drehbuch
- 1950: Der Auftrag Höglers – Regie, Drehbuch
- 1954: Gefährliche Fracht – Regie
- 1955: Heimliche Ehen – Regie, Drehbuch
- 1956: Lied über dem Tal – Regie

## Schriften
- Der Mann Fjodor. Berlin 1917.
- Der Lausbub Franz.
- Chor der Arbeit. Vereinigung internationaler Verlagsanstalten, Berlin 1924.
- Mausefalle. Berlin 1931
- Wer ist der Dümmste? Berlin 1931
- Helden im Keller. Staatsverlag der nationalen Minderheiten in der USSR, Kiew 1935.
- Die Friedensstörer. Moskau
- Olympisches Ziel: Erzählung. Meshdunarodnaja kniga, Moskau 1940.
- Fährmann wohin. Novelle. Moskau 1941.
- Studentenkomödie: Mit der Zeit werden wir fertig. Neues Leben, Berlin 1958.
- Im Kampf geschrieben: Drama, Prosa, Lyrik. Tribüne, Berlin 1962.
- Da liegt der Hund begraben und andere Stücke: aus dem Repertoire der „Truppe 31“. Rowohlt, Reinbek 1974.
- Fährmann, wohin? Erzählungen und Novellen. Tribüne, Berlin 1977 (Erstveröffentlichung: Meshdunarodnaja Kniga, Moskau 1941).

## Stücke
- Du bist der Richtige, Komödie, UA: 26. Mai 1950 Theater der Freundschaft, Berlin
- Wir sind schon weiter, UA: 29. Juni 1951 Theater der Freundschaft, Berlin
- Studentenkomödie, Regie: Peter Fischer UA: 4. Januar 1959 Volkstheater Rostock – Kleines Haus